# レイチェル・イグノトフスキー
レイチェル・イグノトフスキー（Rachel Ignotofsky、1989年 - ）は、アメリカ合衆国のカリフォルニア州ロサンゼルスを拠点に活動する著作家兼イラストレーターである。『ニューヨーク・タイムズ』をはじめとする多数のメディアに記事を掲載する他、多数の講演を行っている。

## 経歴
- ニュージャージー州で育ち、2011年、ペンシルベニア州フィラデルフィアのタイラー美術学校（英語版）を優等で卒業。ミズーリ州カンザスシティに移り、グラフィックデザイナーとして働きながら、フリーランスの仕事を続ける。
- 2015年初頭、彼女は科学の歴史の中で重要な役割を果たした女性の科学者のプロジェクトに取り組む。このプロジェクトの作品は国際女性の日を記念してInstagramで紹介され、数日間で投稿は口コミで広まり、視聴者は1,500人から43,000人に急増。
- 2016年7月に、彼女のプロジェクトは『Women in Science:50 Fearless Pioneers Who Changed the World』（『世界を変えた50人の女性科学者たち』）という書籍で出版され、『ニューヨーク・タイムズ』の子供向け中級ハードカバー書籍のベストセラーとなる[4][3]。STEM（科学・技術・工学・数学）の分野において、古代から現代までに活躍した50人の女性に焦点を当てており、霊長類学者のジェーン・グドール、数学者のキャサリン・ジョンソンなどが紹介されている[5]。

## 主な著書
- 『Women in Science:50 Fearless Pioneers Who Changed the World』Kaitlin Ketchum Ten Speed Press, 2016 ISBN 978-1607749769
  - 邦訳：野中モモ（訳）『世界を変えた50人の女性科学者たち』創元社、2018年 ISBN 978-4422400433
- 『Women in Sport: Fifty Fearless Athletes Who Played to Win』Wren & Rook, 2018 ISBN 978-1526360922
  - 邦訳：野中モモ（訳）『歴史を変えた50人の女性アスリートたち』創元社、2019年 ISBN 978-4422753034
- 『The Wondrous Workings of Planet Earth: Understanding Our World and Its Ecosystems』Ten Speed Press, 2018 ISBN 978-0399580413
  - 邦訳：山室真澄・東辻千枝子（訳）『プラネットアース: イラストで学ぶ生態系のしくみ』創元社、2019年 ISBN 978-4422400440
- 『I Love Science: A Journal for Self-Discovery and Big Ideas』Ten Speed Press, 2017 ISBN 978-1607749806
- 『Women in Art: 50 Fearless Creatives Who Inspired the World』Ten Speed Press, 2017 ISBN 978-0399580437
  - 邦訳：野中モモ（訳）『社会を変えた50人の女性アーティストたち』創元社、2021年 ISBN 978-4422701431

## TED
- 『惑星地球の不思議な仕組み』